# قط كوريل قصير الذيل

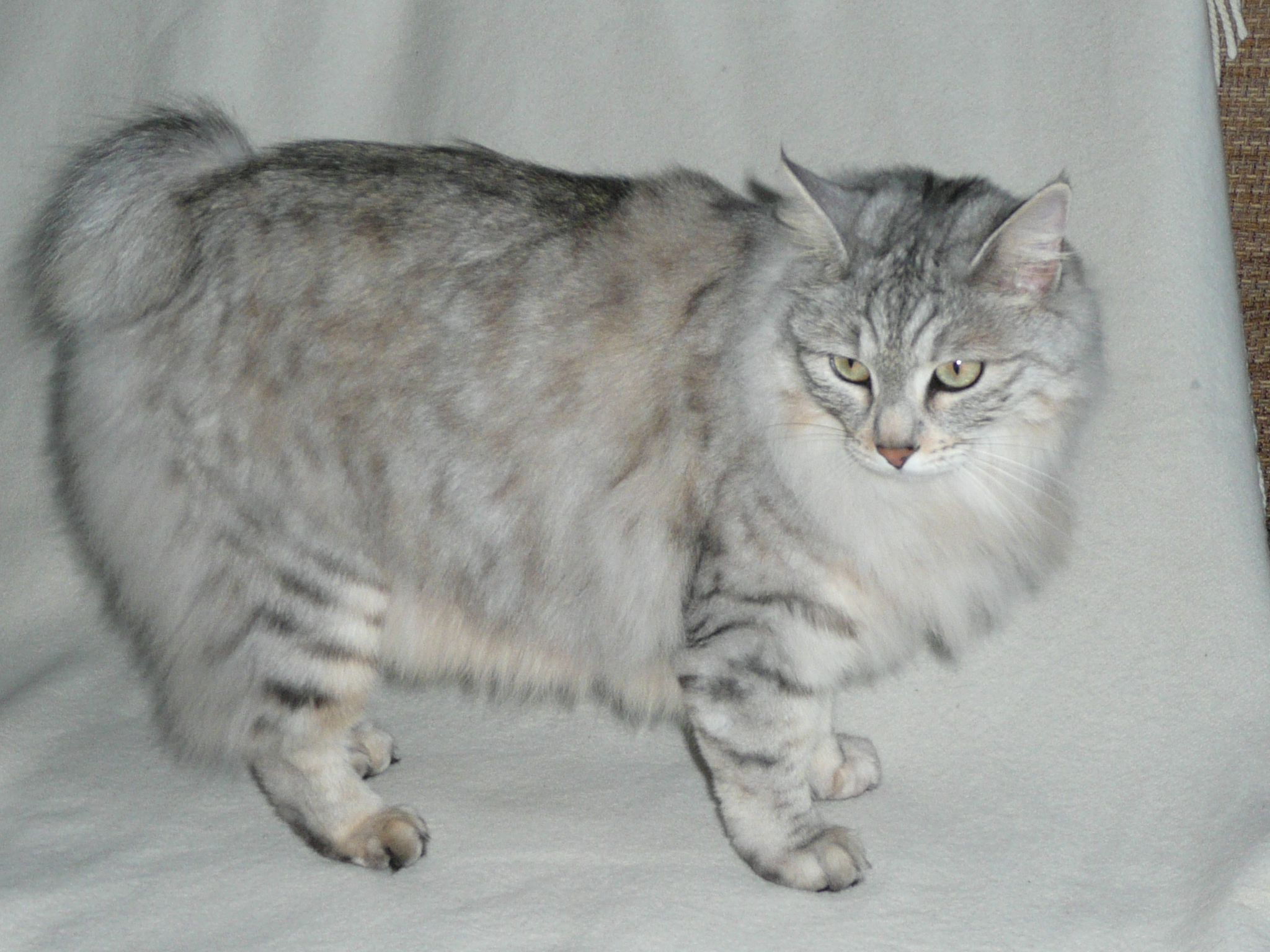

قط كوريل قصير الذيل (بالإنجليزية: Kurilian Bobtail)‏ (بالروسية: Курильский бобтейл) (باليابانية: クリルアイランドボブテイル) ، هي سلالة قطط أصلها من جزر الكوريل .